# إدوارد أونيل (سياسي)
إدوارد أونيل (بالإنجليزية: Edward O'Neill)‏ هو مصرفي وشخصية أعمال وسياسي أمريكي، ولد في 14 مارس 1820، وتوفي في 28 مارس 1890. حزبياً، نشط في الحزب الديمقراطي. وقد انتخب عضو جمعية ولاية ويسكونسن وانتخب عضو مجلس ولاية ويسكونسن.